# Скомаровський Вадим Петрович
Вадим Петрович Скомаровський (1 червня 1937, село Балико-Щучинка (Кагарлицький район на Київщині) — український поет, член Національної спілки письменників України.

## Біографія
Народився Вадим Скомаровський 1 червня 1937 року в селі Балико-Щучинка (Кагарлицький район на Київщині). Багата природа розвивала творчу уяву майбутнього поета, дещо скрашувала його дитинство, яке припало на роки війни. У дитинстві майбутній поет зачитувався книжками Аркадія Гайдара і Миколи Трублаїні. Батько загинув на фронті. Мати все життя працювала вчителькою. Після закінчення семирічки, а потім Ржищівського педучилища Вадим працював учителем у Бородянській школі на Київщині. Згодом закінчив Ізмаїльський педагогічний інститут. І подальша його журналістська, комсомольська, партійна робота та робота головним редактором і директором видавництва «Молодь» була тісно пов'язана зі школою та молоддю.
1956 року Вадим Скомаровський надрукував у журналі «Піонерія» свій перший вірш для дітей. Невдовзі з'явилися перші поетичні збірки «У сестрички радість» (1959) та «Зірочка» (1960).
У 1963 році вийшла в світ книжка Вадима Скомаровського «На Тарасовій горі» — вірші, присвячені Тарасові Шевченку. Відтоді поет часто звертався до образу Великого Кобзаря. У 1973 році він видав збірку «Тарасова криниця», а в 1979 — створив поему «Тарасові птиці». Це одні з найбільш яскравих, натхненних сторінок у творчості Вадима Скомаровського.
Скомаровський також є автором поем «Зошит у лінійку», «Багряний листок», «Вітер мандрів» та казок «Де поділися зірки?», «Чому в морі вода солона», «Чому Лютий короткий» та інші. Пише також гумористичні, сатиричні поезії, мініатюри, шаржі.
У 2002 році вийшла друком його збірка «Комп'ютер з характером».
Твори В. П. Скомаровського перекладено російською, білоруською, молдовською, казахською, киргизькою, туркменською, башкирською мовами. Вони видані у Болгарії, Польщі, Чехії та Канаді.
Вадим Скомаровський також відомий як перекладач з російської, білоруської і туркменської мов.

## Премії
В. Скомаровський — лауреат чотирьох літературних премій:
- Премія імені Миколи Трублаїні (1978),
- Премія імені Олександра Копиленка (1986),
- Премія імені Лесі Українки (1989),
- Премія імені Наталі Забіли (2003).

## Вибрані твори
- Вітер мандрів: поема / Худож. В. Савадов. — К.: Веселка, 1984. — 23 с.: ілюстр.
- Вогненні дороги: Поема про Аркадія Гайдара / Худож. В.Савадов. — К.: Веселка, 1989. — 55 с.: ілюстр.
- Диво-камінь самоцвіт: Казки / Худож. Н.Сосніна. — К.: Веселка, 1994. — 24 с.: ілюстр.
- Завтра в школу: Вірші / Худож. Н.Харлампієва. — К.: Веселка, 1988. — 32 с.: ілюстр.
- Зозулин ліс: Поема / Мал. В.Савадова. — К.: Веселка, 1986. — 15 с.: ілюстр.
- Зоряна мрія: Вірші та поеми / Худож. С. Я. Зорук. — К.: Молодь, 1992. — 103 с.: ілюстр.
- Свіжа борозна: Вибрані твори / Передм. В.Дончика; Оформ. В.Савадова. — К.: Веселка, 1987. — 189 с.: ілюстр. — (Бібл. сер.).
- Сонячні зернята: Поеми, вірші, казки / Мал. В.Євдокименка. — — К.: Веселка, 1982. — 79 с.: ілюстр.
- Тарасові птиці: Поеми і вірші Мал. О.Івахненка. — К.: Веселка, 1979. — 31 с.: ілюстр.
- Цілюще яблуко: За пол. нар. казкою / Худож. І.Вишинський. — К.: Веселка, 1991. — 23 с.: ілюстр.
- Комп'ютер з характером, К, 2002.